# Zola Taylor

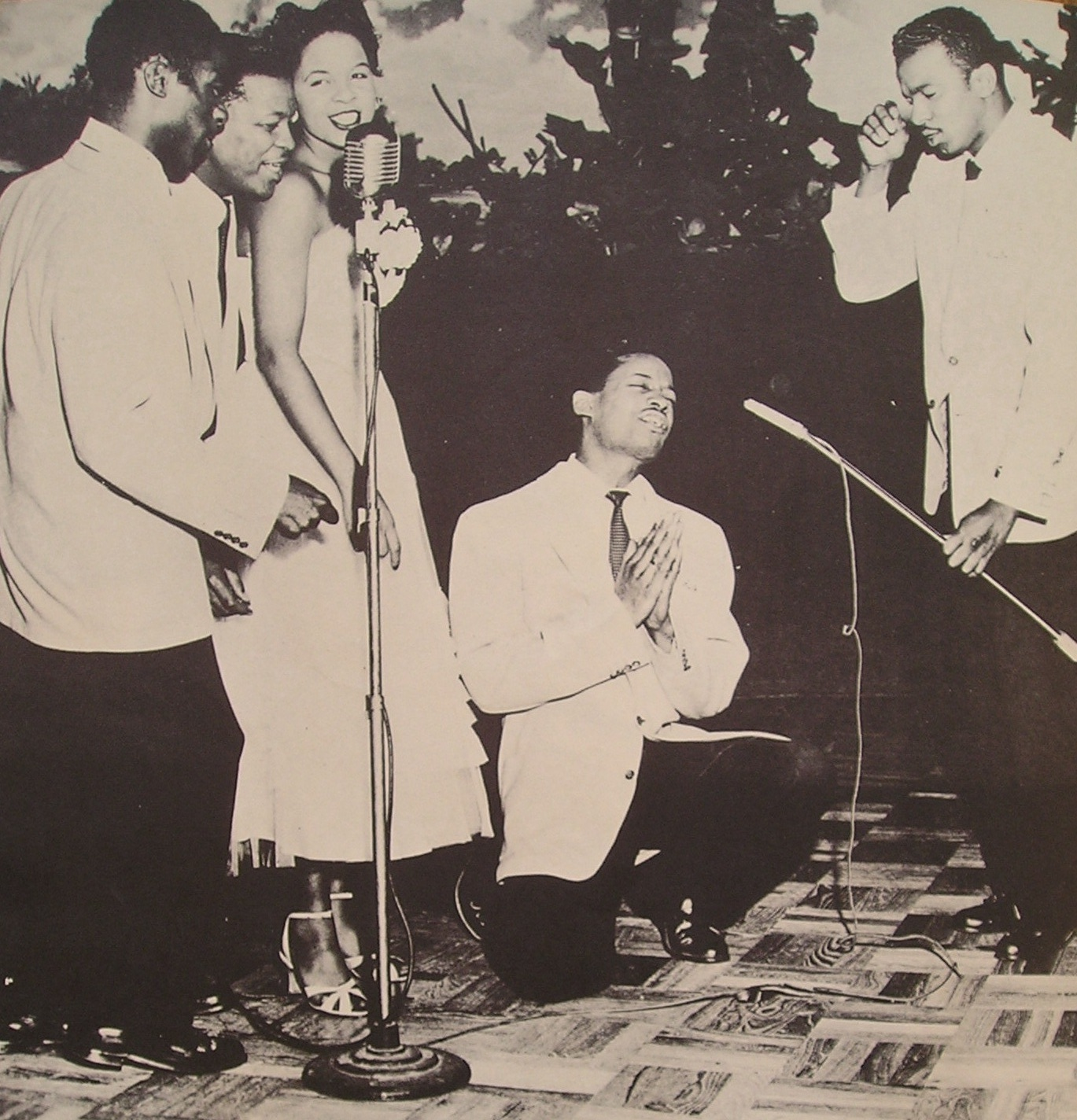
Zola Taylor mit The Platters

Zola Taylor, geborene Zoletta Lynn Taylor, (* 17. März 1938; † 30. April 2007 in Los Angeles) war eine US-amerikanische Sängerin. Sie war das einzige weibliche Mitglied der Gruppe The Platters von 1954 bis 1962, als die Gruppe ihre populärsten Singles herausbrachte.

## Leben
Zola Taylor wurde vom Produzenten Buck Ram den vier Männern der Gruppe hinzugesellt. Diese in einer sittenstrengen Zeit ungewohnte Mischung brachte Aufmerksamkeit und trug zu Erfolgen bei. Zwischen 1956 und 1959 landete die Gruppe mit vier Nummer-eins-Hits in den Charts. Taylor verließ die Platters, als deren Lieder es nicht mehr ganz nach vorne schafften.

## Rechtsstreit
Zola Taylor gehörte zu den Platters bis 1962, als sie von der Sängerin Barbara Randolph ersetzt wurde. Taylor war die zweite von Frankie Lymons drei Frauen. 1984 klagte im Namen von Emira Lymon ein Rechtsanwalt und Agent des Künstlers, um das Urheberrecht des Frankie Lymon-Hits „Why Do Fools Fall in Love“ dem seinerzeitigen Inhaber zu entreißen. Der Fall wurde konfus, als es aussah, als ob Lymon noch eine zweite und vielleicht eine dritte Witwe hatte. Elizabeth Waters machte geltend, sie habe Lymon 1964 in Virginia geheiratet. Jedoch stellte sich heraus, dass sie mit jemand anderem zu der Zeit verheiratet war.
Als Waters Anspruch an das Gericht ging, behauptete Taylor im Jahr 1986, dass sie mit Lymon schon bei der „Biggest Rock ‘n’ Roll Show of 1956“ sexuell aktiv gewesen war. Sie trug vor, Lymon in Tijuana oder Mexicali ungefähr 1965 geheiratet zu haben, konnte aber keine Urkunde vorweisen. Bei der ersten Anhörung, die in Philadelphia stattfand, wurde zugunsten Waters entschieden, dass sie Lymons erste Frau sei. Emira ging in die Berufung und gewann die Neuauflage des Prozesses auf der Basis ihres Anspruchs, dass sie Lymons erste Frau war.
Zola Taylor wurde dargestellt von Halle Berry in einem Film über den Sänger Frankie Lymon und seine Frauen im Jahr 1998, der orientiert am früheren Liedtitel „Why Do Fools Fall in Love“ in die Kinos kam.
Taylor hatte sich am Ende ihres Lebens vom Musikgeschäft zurückgezogen. Sie starb in Los Angeles im Alter von 69 Jahren an Lungenentzündung nach einer Reihe von Schlaganfällen.